# NGC 4457
NGC 4457 (другие обозначения — UGC 7609, MCG 1-32-75, ZWG 42.124, VCC 1145, IRAS12264+0350, PGC 41101) — спиральная галактика с перемычкой в созвездии Девы.  По морфологической классификации Вокулёра имеет тип (R)SAB(s)0/a. Открыта Уильямом Гершелем 23 февраля 1784 года.
Этот объект входит в число перечисленных в оригинальной редакции «Нового общего каталога».
В 2020 году в галактике наблюдалась вспышка сверхновой типа Ia, получившей обозначение SN 2020nvb.
Галактика имеет сложную и необычную структуру. Ядро большое и яркое, с короткими и узкими спиральными рукавами с высокой поверхностной яркостью, выходящими в слегка более тусклую внутреннюю спиральную структуру. Рукав, выходящий с юга, особенно ярок. Вокруг этой внутренней структуры находится очень тусклое, широкое псевдо-кольцо, образованное двумя спиральными рукавами, выходящими из внутреннего диска. 
Визуально в любительский телескоп хорошо видна даже при большом увеличении, наблюдается как яркая галактика с небольшим ярким ядром, которое немного вытянуто с востока на запад. Внутренняя оболочка яркая и зернистая, а контуры плохо определены: они исчезают в расплывчатой внешней оболочке. В целом, галактика кажется круглой. Радиальная скорость: 800 км/с. Расстояние: 36 млн. св. лет. Диаметр: 29 000 св. лет.
Галактика имеет активное ядро типа LINER.